# Шулика, Валерий Петрович
Валерий Петрович Шулика — специалист в области проектирования, строительства горнодобывающих предприятий на базе урановых, редкоземельных, золотосодержащих месторождений, главный инженер, заместитель директора ВНИПИ промтехнологии, лауреат Государственной премии СССР (1977).
Родился 29.09.1914.
В начале 1941 г. окончил Днепропетровский химико-технологический институт и получил направление на комбинат «Североникель» в г. Мончегорске, в июле того же года вместе с заводом эвакуирован на Норильский комбинат МВД. Работал инженером, начальником цеха, главным инженером комбината.
В 1951—1956 гг. главный инженер Управления обогатительных предприятий комбината «Апатит» МВД СССР.
С 1956 г. главный инженер проекта ВНИПИ промтехнологии. С 1958 по 1962 год в загранкомандировке в СГАО Висмут, руководил проектированием крупнейшего в Европе гидрометаллургического завода (Перерабатывающее предприятие 102).
После возвращении во ВНИПИ промтехнологии работал начальником технологического отдела, затем — главным инженером (1966—1988), заместителем директора по науке (1967—1991).
С 1991 г. на пенсии, работал консультантом дирекции.
В 2003 году опубликовал книгу «Сырьевая база атомной промышленности. Проектирование».
Кандидат технических наук.
Лауреат Государственной премии СССР (1977) за создание комплекса медицинских барокамер во Всесоюзном научном центре хирургии АМН, предназначенных для гипербарический оксигенации больных.
Награждён двумя орденами Трудового Красного Знамени, двумя орденами «Знак Почёта», знаком «Шахтерская слава» I степени и медалями.
Сочинения:
- Экономико-математические зависимости при подземной разработке маломощных урановых месторождений / [В. П. Шулика, А. А. Громыко, А. И. Махалов и др.]. — М. : Энергоиздат, 1982. — 141 с. : ил.; 22 см.